# Димитр Станчов
Димитр Янев Станчов (болг. Димитър Янев Станчов) (21 травня 1863 — 23 березня 1940) — болгарський дипломат і політик, обіймав пост прем'єр-міністра країни з 12 до 16 березня 1907 року, одразу після убивства Димитра Петкова. Станчов також займав пост міністра закордонних справ у двох кабінетах, був послом у Великій Британії (1908 та 1920–1921), Франції (1908–1915), Бельгії (1910–1915 та 1922–1924), Італії (1915) та Нідерландах (1922–1924).
Був активним противником участі Болгарії у Першій світовій війні, за що його було тимчасово усунуто від дипломатичної роботи.
З 1925 до 1929 року Станчов очолював Болгарський олімпійський комітет.

## Родина
Станчов одружився з Анною де Грено 1889 року. Одна з п'яти дітей подружжя, Надежда Станчова, стала першою болгарською жінкою, що займала дипломатичні пости у 1910-их та 1920-их роках. Його онук, Іван Станчов, був послом Болгарії у Великій Британії та Ірландії (1991–1994), а також міністром закордонних справ у кабінеті Ренети Інджови (жовтень 1994-січень 1995).